# Polnord

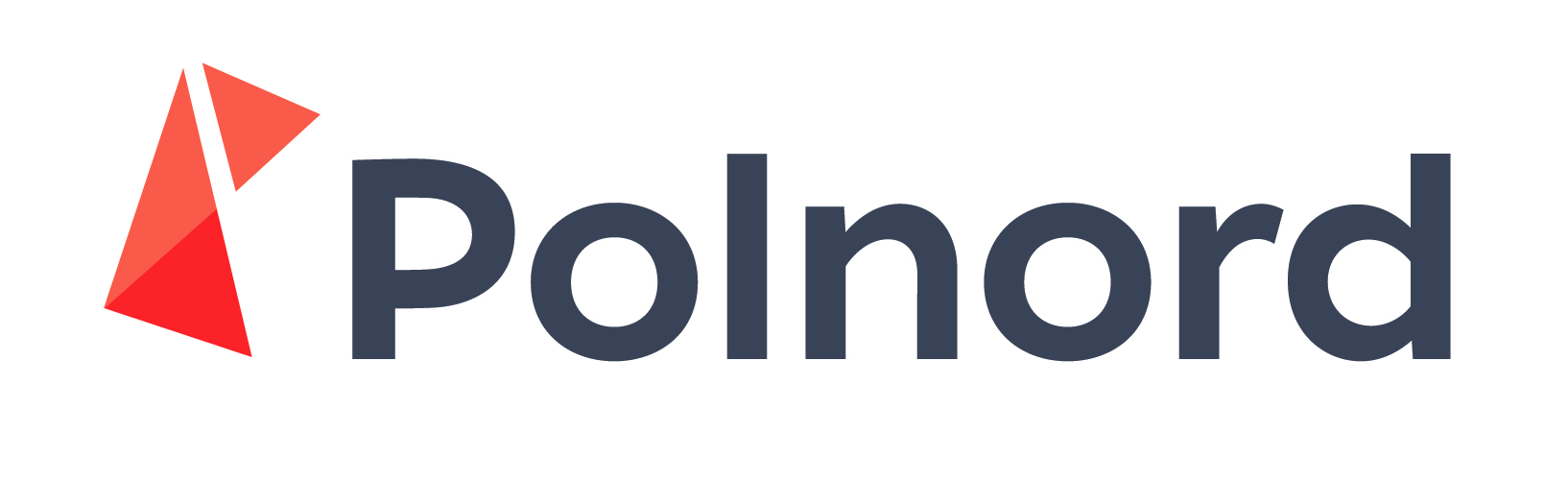
Unternehmenslogo

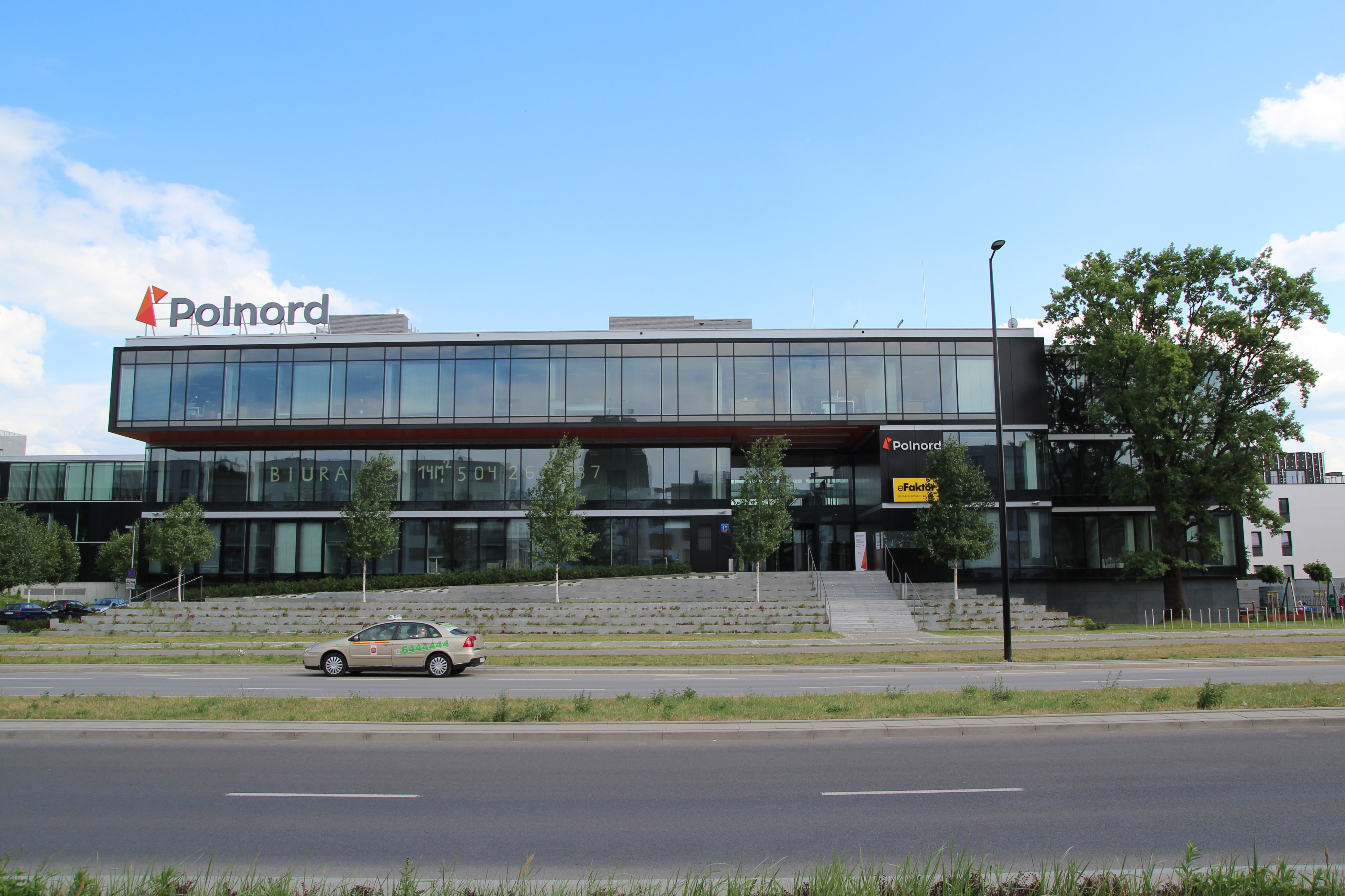
Bürogebäude des Unternehmens in Miasteczko Wilanów

Polnord SA ist ein polnisches Immobilienentwicklungsunternehmen mit Sitz in Warschau. Das Unternehmen war von 1999 bis 2021 an der Börse notiert und hat sich seit Anfang der 2010er Jahre auf die Errichtung von Wohnanlagen beschränkt. Seit dem Jahr 2007 entwickelt Polnord den Warschauer Stadtteil Miasteczko Wilanów. 2023 wurde es zu WWA Development umfirmiert.

## Geschichte
Das Unternehmen wurde 1977 als Generalbauunternehmer für Projekte im Ausland gegründet und firmierte zunächst unter Biuro Generalnego Wykonawcy Eksportu „Północ“. Vorwiegend wurden Bauprojekte in Polen und Deutschland realisiert. 1988 wurde die Firmierung in Polnord geändert. In den Folgejahren war Polnord sowohl als Entwickler wie auch als Generalunternehmer tätig. Am 22. Februar 1999 kam es zum Börsengang an der Warschauer Börse. Um 2010 war Polnord das größte polnische Immobilienunternehmen, verlor diesen Rang aber infolge fehlgeschlagener Auslandsinvestitionen und mutmaßlicher Wirtschaftsdelikte von Teilhabern. 2020 erwarb die ungarische Gesellschaft Cordia das Unternehmen, die es im Folgejahr von der Börse nahm. 2023 wurde es zu WWA Development umfirmiert.
Ab 2007 wurden auch einige Projekte in Russland betrieben, darunter Wohnanlagen in Nowosibirsk und Saratow. Diese erwiesen sich auch wegen eines langwierigen Gerichtsverfahrens als unprofitabel. Ebenfalls im Jahr 2007 wurde das Generalunternehmergeschäft an das polnische Unternehmen Pol-Aqua abgegeben; seitdem ist Polnord nur noch als Entwickler tätig. Im Folgejahr übernahm Polnord von Prokom Investments Pachtrechte am Grund von Miasteczko Wilanów - im Gegenzug erhielt Prokom Investments Anteile an Polnord. Seit dem Jahr 2012 konzentriert sich Polnord nur noch auf Wohnprojekte und ist vorwiegend in Warschau, der Dreistadt, Olsztyn, Stettin, Łódź und Breslau tätig.
Zu den größten Anteilseignern Polnords gehörten vor der Übernahme durch Cordia mit Stand vom Oktober 2019 die zypriotische Hanapeta Holdings, mehrere Fonds des teilstaatlichen Versicherungskonzerns PZU, ein niederländischer Rentenfonds sowie polnische Banken. 2017 erwogen institutionelle Investoren einen Zusammenschluss Polnords mit einer Holding Leszek Czarneckis, LC Corp. 2019 wollte eine ungenannter Investor einen 23,5%-Anteil von den  PZU-Fonds und Bank Pekao kaufen, zog sich davon jedoch binnen Jahresfrist zurück.
Ende 2020 wurde eine Gruppe von 13 Personen um den ehemaligen Teilhaber Ryszard Krauze und seinen Sachwalter Roman Giertych festgenommen, denen vorgeworfen wird, Polnord zwischen 2010 und 2014 um 92 Mio. Złoty geschädigt zu haben, vorwiegend (73 Mio. Złoty) mittels fingierter Schuldtitel zugunsten anderer Unternehmen. 2017 hatte ein neuer Vorstand von Polnord Anzeige erstattet.

## Realisierte Projekte (Auswahl)
- Gdańsk: Ostoja Myśliwska, Osiedle Wilanowska, Osiedle Pomarańczowe, Osiedle Jabłoniowa, Kamienica pod Wrzosem, Srebrzysta Podkowa
- Gdynia: Osiedle Wiklinowa, Róża Wiatrów, Apartamenty Albatros, Brama Sopocka
- Łódź: City Park
- Olsztyn: Tęczowy Las
- Sopot: Sopocka Rezydencja
- Szczecin: Ku Słońcu
- Warschau: Królewskie Przedmieście, Dobry Dom, Kryształ Wilanowa, Wilanów Office Park, Dom Morski, Willa Jantar, Śródmieście Wilanów